# …Baby One More Time (chanson)
Pour les articles homonymes, voir ...Baby One More Time.
Singles de Britney Spears
Sometimes
(1999)
...Baby One More Time est le premier single de la chanteuse américaine pop Britney Spears, sorti le 3 novembre 1998 aux États-Unis et en 1999 dans le reste du monde.[réf. nécessaire] La chanson figure sur son premier album ...Baby One More Time sorti la même année. Dépassant le milliard de vues sur Youtube, ce single est perçu comme sa signature et a été un succès commercial se vendant à plus de 8 millions d'exemplaires qui lançait la carrière de Britney Spears.

## Genèse
À l'origine, la chanson, écrite par le suédois Max Martin, a été produite par Martin, Denniz PoP et Rami Yacoub (en) pour le groupe TLC. Les trois filles du groupe, ayant déjà finalisé leur album, déclinèrent l'offre. Max Martin la propose alors, sans succès, à la suédoise Robyn. Leur album Fanmail est sorti en février 1999 soit un mois après celui de Britney Spears. La chanson en elle-même raconte l'histoire d'une jeune fille regrettant d'avoir mis fin à sa relation avec son petit ami, et combien elle souhaite se réconcilier avec lui, soulignant combien elle désire qu'il la recontacte, « hit me » signifiant ici « hit me up » soit appelle-moi et non pas « frappe-moi encore une fois ».
La chanson a tout d'abord été intitulée Hit Me Baby One More Time, mais s'est finalement appelée …Baby One More Time lorsque des cadres de Jive Records se sont rendu compte que la chanson pouvait donner l'impression de pardonner la violence conjugale.
…Baby One More Time atteint la 25e place des 100 meilleures chansons pop de tous les temps selon le magazine Rolling Stone et la chaîne américaine MTV, et le magazine Blender l'a classée 9e dans leur classement des 500 meilleures chansons depuis votre naissance.

## Clip vidéo

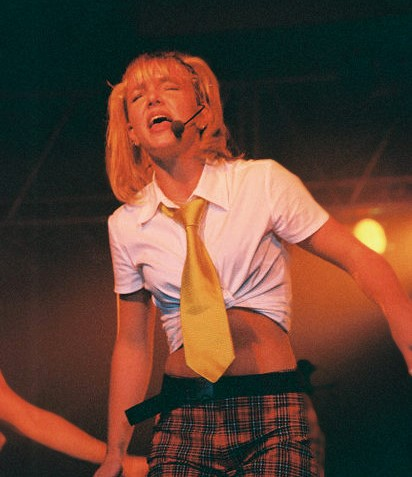
Photo de Britney Spears en concert, tournée de 1999

Réalisé par Nigel Dick (en), le clip de ...Baby One More Time a incontestablement contribué au succès planétaire de la chanson. Pourtant, le concept original était en total décalage avec le résultat final. Le clip initialement prévu devait ressembler à une espèce de dessin animé, certainement afin d'attirer une cible bien plus jeune. Cependant, Britney Spears n'a pas été convaincue par ce projet, proposant quelque chose de plus mature.  Le premier concept a donc été oublié, remplacé par la nouvelle idée de Britney Spears : tourner le clip dans une école. La chemise blanche nouée portée dans le clip est également l'idée de Britney Spears.
Tourné en deux jours au lycée Venice à Los Angeles, le clip commence par un cours très ennuyeux, quelques instants avant la fin de la journée. C'est à l'époque, l'assistante de Britney Spears, Felicia Culotta qui joue le rôle de l'institutrice dans le clip. Puis, la sonnerie retentit, Britney se précipite pour sortir dans le hall et commence une chorégraphie. Ensuite, Britney se retrouve dehors avec une tenue de sport. Entourée de plusieurs camarades, elle réalise quelques mouvements de gymnastique avant de rentrer à l'intérieur de l'école. Elle est maintenant assise sur les bancs du gymnase et assiste à un match de basketball. On découvre à ce moment-là le garçon à qui elle pense toujours. Dans le clip, ce garçon est joué par le cousin de Britney Spears, Chad. Après quoi, Britney commence sa danse finale et la vidéo se termine par le bruit de la sonnerie, on comprend alors que tout cet épisode n'était qu'un rêve que Britney Spears a fait pendant son cours au début du clip.
De nombreuses scènes inédites sont disponibles dans le Best-Of de Britney Spears sorti en 2004 : Greatest Hits: My Prerogative.

## Performance dans les hit-parades
...Baby One More Time reste à ce jour le plus gros tube international de Britney Spears. La chanson est entrée à la 17e place au Billboard Hot 100 avant de décrocher la première place le 30 janvier 1999, et ce pendant deux semaines. ...Baby One More Time est resté son seul no 1 pendant près de dix ans. En effet, Womanizer sera no 1 du Billboard Hot 100 le 25 octobre 2008. ...Baby One More Time sera resté 32 semaines dans le Billboard Hot 100 dont 29 dans les 40 premières positions. Lors de sa sortie au Royaume-Uni, Britney Spears a battu le record du nombre de ventes en une semaine pour une artiste féminine en écoulant 460.000 exemplaires. Au total, le single s'est vendu à 1,5 million d'exemplaires faisant de ...Baby One More Time le single le plus vendu au Royaume-Uni en 1999. En France, le single a lui aussi été no 1 pendant deux semaines. Il est resté 26 semaines dans le Top 50 des meilleures ventes dont 17 dans le Top 10. Plus de 500 000 exemplaires sont vendus en France et certifié disque de platine.

## Classements

### Classement hebdomadaire
| Classement (1998-1999)                  | Meilleure position |
| --------------------------------------- | ------------------ |
| Allemagne (Media Control AG)            | 1                  |
| Australie (ARIA)                        | 1                  |
| Autriche (Ö3 Austria Top 40)            | 1                  |
| Belgique (Flandre Ultratop 50 Singles)  | 1                  |
| Belgique (Wallonie Ultratop 50 Singles) | 1                  |
| Canada (RPM)                            | 1                  |
| États-Unis (Hot 100)                    | 1                  |
| États-Unis (Pop Airplay)                | 1                  |
| Europe (Hot 100)                        | 1                  |
| Finlande (Suomen virallinen lista)      | 1                  |
| France (SNEP)                           | 1                  |
| Irlande (IRMA)                          | 1                  |
| Italie (FIMI)                           | 1                  |
| Nouvelle-Zélande (RMNZ)                 | 1                  |
| Norvège (VG-lista)                      | 1                  |
| Pays-Bas (Single Top 100)               | 1                  |
| Royaume-Uni (UK Singles Chart)          | 1                  |
| Suède (Sverigetopplistan)               | 1                  |
| Suisse (Schweizer Hitparade)            | 1                  |

Format du single dans les principales éditions
| Australie CD Single (1835) 1. "...Baby One More Time" : 3:30 2. "...Baby One More Time" [Instrumental] : 3:30 3. "Autumn Goodbye" : 3:41 4. "...Baby One More Time" [Davidson Ospina Club Mix] : 5:40 5. Enhanced with "...Baby One More Time" : Video Europe 2-Track CD (0581692) 1. "...Baby One More Time" : 3:30 2. "...Baby One More Time" [Instrumental] : 3:30 Royaume-Uni CD #1 (52169) 1. "...Baby One More Time" : 3:30 2. "...Baby One More Time" [Sharp Platinum Vocal Remix] : 8:11 3. "...Baby One More Time" [Davidson Ospina Club Mix] : 5:40 Royaume-Uni Limited Edition CD #2 (52275) 1. "...Baby One More Time" : 3:30 2. "...Baby One More Time" [Instrumental] : 3:30 3. "Autumn Goodbye" : 3:41 | États-Unis CD Single (42545) 1. "...Baby One More Time" : 3:30 2. "Autumn Goodbye" : 3:41 3. Enhanced with "...Baby One More Time" Video États-Unis 12" Vinyl (42535) - Face A: 1. "...Baby One More Time" [Davidson Ospina Club Mix]: 5:40 2. "...Baby One More Time" [Davidson Ospina Chronicles Dub] : 6:30 3. "...Baby One More Time : 3:30 - Face B: 1. "...Baby One More Time" [Sharp Platinum Vocal Remix] : 8:11 2. "...Baby One More Time" [Sharp Trade Dub] : 6:50 |

### Reprises
Bon nombre d'artistes ont repris cette chanson : 
- Angèle
- les Betteraves
- Black Ingvars
- Blink-182
- Bowling for Soup
- Broken Back
- Cargo City
- Céu
- Children of Bodom
- Christian Ice
- Decco Band
- Djezma
- Doll Factory
- Dweezil Zappa
- Ed Sheeran
- Evanescence
- Fountains of Wayne
- Haddaway
- Heretik Sound System
- Hog Hoggidy Hog
- JLS
- Julien Doré
- Kevorkian
- Kiki and Herb
- Mike Patton
- P.T. Grimm and the Dead Puppies
- Panic! at the Disco
- Pierrot et ses invités mystères
- Richard Thompson
- Rix Blacksmith
- Simple Plan
- Tenacious D
- The Dresden Dolls
- Ten Masked Men
- The Offspring
- The Ping Pang Band
- Tori Amos
- Travis
- Weezer
- Wise Guys

Une reprise de la chanson a été utilisée pour le jeu vidéo Karaoke Revolution Volume 2, tout comme dans Karaoke Revolution Presents: American Idol Encore et dans Just Dance 3.